# Doina (Moldavia)
Doina è un comune della Moldavia situato nel distretto di Cahul di 1.819 abitanti al censimento del 2004.

## Località
Il comune è formato dall'insieme delle seguenti località: (popolazione 2004)
- Doina (1.216 abitanti)
- Iasnaia Poleana (146 abitanti)
- Rumeanţev (457 abitanti), già noto come Bădicul Rusesc